# Kreisgericht Tarnopol
Das Kreisgericht Tarnopol war ein Gericht in der Stadt Tarnopol (ukrainisch Тернопіль/Ternopil) im österreichischen Kronland Galizien und Lodomerien. Das Kreisgericht Tarnopol nahm im Jahr 1855 seine Tätigkeit auf.

## Geschichte
Aufbauend auf die Grundsätze der Verfassungen von 1848 und 1849 wurde die Gerichtsbarkeit im Kaisertum Österreich neu organisiert. Zunächst wurde im Juni 1849 die allgemeinen Grundzüge der Gerichtsverfassung in den Kronländern durch Kaiser Franz Joseph I. genehmigt, woraufhin Justizminister Anton von Schmerling Pläne zur Organisierung des Gerichtswesens in den Kronländern ausarbeiten ließ. Schmerlings Vorschläge sahen für das Kronland Galizien und Lodomerien (Vollständiger Name: Königreich Galizien und Lodomerien mit dem Großherzogtum Krakau und den Herzogtümern Auschwitz und Zator.) die Errichtung von drei Oberlandesgerichten, acht Landesgerichten und 168 Bezirksgerichten vor, wobei in der Stadt Tarnopol ein Landesgericht errichtet werden sollte. Diese Pläne wurden in der Folge am 6. November 1850 per kaiserlicher Verordnung genehmigt. Mit der Reorganisation ging die Abschaffung der landesfürstlichen Gerichte ebenso wie der Patrimonial-Gerichte einher, jedoch legten die Behörden 1854 die Schaffung von zehn Gerichtshöfen erster Instanz im Kronland Galizien und Lodomerien fest. Im Verwaltungsgebiet Lemberg (Ostgalizien) wurde dabei das Landesgericht Lemberg mit dem ihm unterstehenden Kreisgerichten Przemysl, Zloczow, Sambor, Tarnopol und Stanislau geschaffen. Das Kreisgericht Tarnopol nahm am 29. September 1855 seine Tätigkeit auf.

## Zuständigkeiten
Die Gerichtshöfe erster Instanz in Galizien und Lodomerien, das heißt Landesgerichte bzw. Kreisgerichte, waren als Rechtsmittelbehörde gegen die von den Bezirksämtern ergangenen Entscheidungen errichtet worden. Ihr Geschäftskreis umfasste auch bezirksgerichtliche Aufgaben, wobei Kreis- und Landesgerichte wie im Fall des Kreisgerichts Tarnopol die Belange der bezirksgerichtlichen Aufgaben auch an Bezirksgerichte abgeben konnten. Hierfür wurde das „städtisch-delegierte“ Bezirksgericht Tarnopol eingerichtet, das gleichzeitig mit dem Kreisgericht Tarnopol seine Tätigkeit aufnahm.
Das Kreisgericht Tarnopol diente zunächst als Gerichtshof erster Instanz für den Kreis Tarnopol und den Kreis Czortkow. Es war zudem zuständiges Gericht für Zivil- und Strafsachen für den Bezirk Tarnopol sowie Gerichtshof in Handelssachen für die Kreise Tarnopol und Czortkow. Des Weiteren diente es als Untersuchungsgericht für Verbrechen und Vergehen für die Bezirke Tarnopol, Ihrowice und Mikulince.
Mit der Schaffung des Kreisgerichtes Brżeżan verlor das Kreisgericht Tarnopol per 1. Oktober 1884 seine Zuständigkeit über den Sprengel des Bezirksgerichtes Wiśniowczyk, zudem musste das Kreisgericht Tarnopol mit 1. November 1911 die Zuständigkeit über die Bezirksgerichte Borszczów, Budzanów, Czortków, Husiatyn, Kopyczyńce, Mielnica, Tłuste und Zaleszczyki an das neu geschaffene Kreisgericht Czortków abgeben und verlor seine Zuständigkeit als Handelsgericht für diese Gerichtsbezirke.
Zuletzt unterstanden dem Kreisgericht Tarnopol die Gerichtsbezirke der Bezirke Skałat (Grzymałów, Podwołoczyska und Skałat), Tarnopol (Mikulińce und Tarnopol), Trembowla (Trembowla) und Zbaraż (Zbaraż).

## Richter
- Josef Eduard von Schenk (Präsident 1858 bis 1862)